# Bruno Bieler
Bruno Bieler, nemški general, * 18. junij 1888, Gumbinnen, † 22. marec 1966, Dorfmark.